# Leo Petrović
Leo Petrović (Klobuk, 28. veljače 1883. – Mostar, 14. veljače 1945.), bio je hercegovački franjevac, povjesničar, publicist i doktor znanosti. Poznat je po svojoj tezi o katoličkom podrijetlu Crkve bosanske. Tijekom Drugog svjetskog rata protivio se ustaškim progonima Srba, Židova i političkih neistomišljenika. Ubili su ga jugoslavenski partizani u veljači 1945. godine.

## Životopis
Fra Leo Petrović rođen je 28. veljače 1883. u Klobuku od majke Anđe rođ. Jurčić i oca Marijana Petrovića. Krstio se 6. ožujka 1883. u župi Sv. Marka Evanđelista s krsnim imenom Grgo. Osnovnu školu pohađao je u Veljacima, a srednju školu od 1894. do 1900. u Širokom Brijegu, gdje je završio i gimnazijske razrede. 1900. stupio je u franjevački red u samostanu u Humcu i uzeo ime Leo.
Iste godine započinje studij na Franjevačkom filozofsko-teološkom učilištu u Mostaru, a 1904. upućen je na studij u Fribourg u Švicarskoj. Tamo je 1905. zaređen za svećenika. Diplomirao je 1907., a doktorirao 31. siječnja 1908. pod mentorstvom princa Maksimilijana Saskog s disertacijom o uporabi slavenskog jezika u liturgiji (Disquisitio historica in originem usus slavicae idiomatis in Liturgia apud Slavos praecipue Chroatos) na latinskom jeziku, čime je postao prvi hercegovački franjevac kao doktor znanosti. Dana 19. listopada 1904. polaže vječne zavjete i postaje redovnik. 30. srpnja 1905. zaređen je i za svećenika u Fribourgu.

### Služba[1]
Obnašao je brojne dužnosti: bio je profesor na teologiji u Mostaru, župnik u rodnom Klobuku, gvardijan i dekan u Mostaru, bilježnik Biskupskog ordinarijata te generalni vikar Mostarsko-duvanjske i Trebinjsko-mrkanske biskupije. Za provincijala Hercegovačke franjevačke provincije izabran je 3. srpnja 1943. godine.
- 1907. – 1917. profesor na teologiji u Mostaru
- 1917. – 1919. župnik u Klobuku
- 1919. – 1925. gvardijan i župnik u Mostaru
- 1925. – 1926. profesor na bogosloviji u Mostaru
- 1926. – 1934. bilježnik Biskupskog ordinarijata u Mostaru
- 1934. – 1942. generalni vikar biskupija Mostarsko-Duvanjske i Trebinjsko-Mrkanske
- 1942. – 1943. zapravo 1937. – 1943. konzultor biskupija
- 1. srpnja 1943. – 14. veljače 1945. provincijal

### Povijesno-istraživački rad
Fra Leo Petrović bio je prvi povjesničar koji je sustavno osporio tada dominantnu bogumilsku teoriju o podrijetlu Crkve bosanske. U svom kapitalnom djelu Krstjani Crkve bosanske, napisanom 1944. (a objavljenom postumno 1953.), iznio je tezu da Crkva bosanska nije bila heretička, već da vuče podrijetlo iz katoličkog benediktinskog reda te da je koristila narodni jezik i obdržavala rimski obred. Također je pisao o glagoljašima u Hercegovini.

## Djelovanje u Drugom svjetskom ratu
Nakon uspostave Nezavisne Države Hrvatske, fra Leo Petrović javno se usprotivio ustaškim progonima Srba. Krajem lipnja ili početkom srpnja 1941. osobno se sastao s poglavnikom Antom Pavelićem u Zagrebu i zatražio prestanak nasilja. Također je apelirao na generala Ivu Herenčića da zaustavi ubijanje pravoslavnih svećenika, no bio je ignoriran.
Aktivno je radio na spašavanju Židova i političkih neistomišljenika, uključujući i neke pripadnike partizanskog pokreta, od ustaških progona. Iako se protivio ustaškom režimu, u razgovoru s Antom Ciligom u prosincu 1941. izrazio je stav da nakon proživljenih strahota više ne može biti državne zajednice s Srbima.

## Smaknuće
U siječnju 1945., s povlačenjem njemačkih snaga, partizanski 8. dalmatinski korpus započeo je napredovanje prema Mostaru. Partizansko vodstvo smatralo je hercegovačke franjevce prijetnjom širenju komunizma zbog njihovog utjecaja na narod. Nakon zauzimanja Širokog Brijega 7. veljače, partizani su ubili 12 svećenika iz tamošnjeg samostana.
Partizanske jedinice ušle su u Mostar 14. veljače 1945. Istog dana, fra Lea Petrovića, zajedno sa šestoricom subraće iz mostarskog samostana, odveli su, ubili i bacili u rijeku Neretvu. Mjesto pokopa ostalo je nepoznato. Ukupno je tijekom i neposredno nakon rata ubijeno 66 hercegovačkih franjevaca.
Ubojstvom Lea Petrovića i 65 subraće bavi se Povjerenstvo za obilježavanje i uređivanje grobišta iz Drugog svjetskog rata i poraća na području općine Široki Brijeg. O radu povjerenstva i o Vicepostulaturi postupka mučeništva »Fra Leo Petrović i 65 subraće« snimljen je dokumentarni film Kosti smiraj traže. Drugi dokumentarni film na ovu temu je In odium fidei – iz mržnje prema vjeri redateljice Nade Prkačin.

## Djela
Objavljivao je u Kršćanskoj obitelji; Serafinskom perivoju; Hrvatskoj zajednici; Narodnoj slobodi; Napretkovu kalendaru; Stopama otaca; Neue Ordnungu; Kalendaru sv. Ante; Glasniku sv. Nikole Tavelića.
- Disquisitio historica in originem usus slavicae idiomatis in Liturgia apud Slavos praecipue Chroatos (1908.)
- Krstjani Crkve bosanske (napisano 1944., objavljeno 1953.)
- Proslava sv. godine 1940-41. u Hercegovini
- Predavanja iz etike
- Stogodišnjica Provincije

Vinko Nikolić zapisao je o njegovom radu na enciklopediji o Hercegovini u četiri sveska.

## Vanjske poveznice
- (kta):U potrazi za svecima među žrtvama Drugoga svjetskog rata i poraća u Bosni i Hercegovini, KTA BK BiH, 26. travnja 2012.